# Циплована
Циплована (груз. წიფლოვანა) — село в Грузии, на территории Карельского муниципалитета края (мхаре) Шида-Картли.

## География
Село находится в центральной части Грузии, на левом берегу реки Ткемлованисцкали (правый приток реки Дзамы), на расстоянии приблизительно 17 километров (по прямой) к юго-западу от города Карели, административного центра муниципалитета. Абсолютная высота — 917 метров над уровнем моря.

## Население
По результатам официальной переписи населения 2014 года в Ципловане проживало 7 человек (7 мужчин). В национальной структуре населения грузины составляли 100 %.
| Год  | Население, человек |
| ---- | ------------------ |
| 2002 | 21                 |
| 2014 | ↘ 7                |